# Egervölgy
Egervölgy (em alemão: Deutschdorf) é um município da Hungria, situado no condado de Vas. Tem 8,86 km² de área e sua população em 2015 foi estimada em 329 habitantes.